# Factor activador de plaquetes

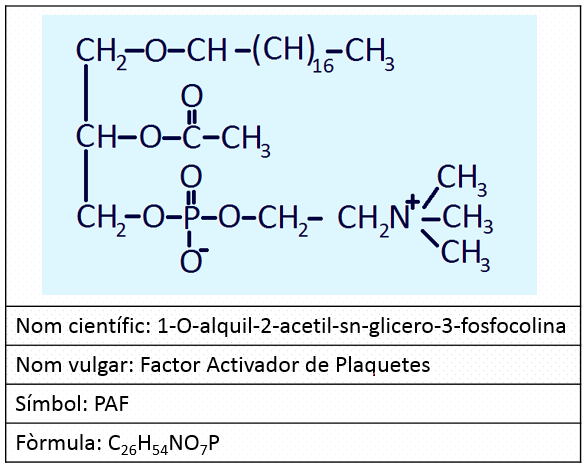
Molècula PAF

El factor activador de plaquetes (en l'anglès Platelet activating factor i també conegut com a PAF, o AGEPC) és un fosfolípid inusual i anàleg de la fosfatidilcolina amb caràcter activador i mediador de moltes funcions que indueixen l'agregació plaquetària alliberada per basòfils estimulats per la immunoglobulina E.
S'ha vist que es forma en diversos tipus cel·lulars com ara els neutròfils, eosinòfils, macròfags, mastòcits i també a les cèl·lules de l'endoteli vascular davant certes situacions químiques o immunològiques.
Té un paper important en la patogènesis de l'anafilaxi i la inflamació, a més de ser un modificador de la permeabilitat vascular i induir la hipotensió.
La producció de factor activador de plaquetes la podem trobar en les regions fòssils de protozous (exemplar més antic), llevats, plantes (es desconeix la funció), bacteris i mamífers.
En el fong Penicillium chrysogenum la proteïna PAF té un caràcter antifúngic i inhibeix el creixement de molts tipus de fongs filamentosos.

## Història
- Barbaro i Zvaifler van ser els primers a descriure el procés d'alliberació plaquetària utilitzant sang perifèrica de conills immunitzats afegint un enzim específic.
- Sirgaian i Osler, van demostrar a partir de la reacció anterior que hi havia un intermediari soluble entre els leucòcits i les plaquetes, i el van anomenar “alliberació d'histamina depenent de leucòcits” (LDHR).
- Henson i Cochrane van demostrar que les reaccions LDHR eren un requisit indispensable en la patogènia de la malaltia del sèrum del conill.

Van ser l'immunòleg francès Jacques Benveniste i els companys Henson i Cochrane, als anys 70, qui van identificar PAF com al primer fosfolípid amb funcions de missatgeria.
Van contribuir a conèixer la funció i les característiques del fosfolípid, així com la importància d'aquest davant la resposta inflamatòria i la mediació.
Els estudis experimentals els van fer arribar a trobar el ionòfor A23187 (portador d'ions amb activitat contra bacteris i fongs) que és el causant d'alliberació de PAF.
Van concloure que els macròfags eren uns dels productors de PAF i que, per tant, també eren importants en l'agregació de plaquetes i en els processos inflamatoris i vasoactius.
L'any 1979 tres grups d'investigació independents; Demopoulos, Pinckard i Hanahan a San Antonio; Benveniste a París i Muirhead i Snyder a Tennessee van determinar l'estructura química del fosfolípid i van conèixer el seu paper davant malalties cardíaca i els accidents cerebrovasculars.
Van atribuir a PAF amb l'ateroesclerosi i van veure com tractant amb antagonistes de PAF podien inhibir malalties cardíaques.

## Estructura
Arran de les investigacions de l'any 1979 es va descriure la síntesi parcial del PAF a partir de plasmalògens de colina extrets d'un cor de bou, i també amb plasmalògens d'etanolamina, i van proposar una possible estructura pel compost: 1-O-alquil-2-acetil-sn-glicero-3-fosfocolina.
El PAF és un derivat del D-glicerol i aquesta nomenclatura esmentada ens diu que hi ha un enllaç èter (O-alquil) en la posició sn-1, és a dir, unit al carboni C1, un grup acetil en posició sn-2 (és a dir en el carboni C2, unió en oposició a un àcid gras de longitud de cadena curta per incrementar la solubilitat del PAF) i un extrem polar de fosfocolina en la posició sn-3 (carboni C3) de la fracció sn-glicerol.
No hi ha una sola espècie molecular del Factor Activador de Plaquetes (PAF), i és que aquestes espècies varien depenent de la longitud de la cadena O-alquil. Aquesta cadena en posició sn-1 és imprescindible i, tot i que la seva longitud pot variar, si és major de 16 carbonis no influeix massa en la seva funció. Això sí, si es treu aquest grup sn-1 el PAF perd tota l'activitat biològica.
A més a més el PAF és una molècula quiral amb configuració R en el carboni 2 de l'esquelet del glicerol, i només l'esteroisòmer natural del PAF (la forma L, és a dir, la que té fosfocolina en posició sn-3) té activitat biològica. Per tant, deduïm que l'acció del PAF es produeix per un mecanisme selectiu que implica l'ocupació d'un receptor.

### Requeriments estructurals necessaris per a l'activitat biològica
- La presència de l'enllaç èter en posició sn-1 és molt important, ja que, si es substitueix l'enllaç per un èster l'activitat del compost es redueix molt.
- L'activitat biològica (agregació plaquetària i hipotensió) requereix la presència de l'àcid gras de cadena curta en posició sn-2, i la longitud de la cadena no pot augmentar, ja que si hi ha més de tres carbonis, la potència del mediador disminueix.
- S'han fet experiments també amb el grup sn-3 per veure si modificant-lo també varia l'activitat biològica del compost, i s'ha vist que traient grups metil de manera seqüencial, l'activitat de la molècula disminueix fins a inactivar-se del tot. Aquesta inactivació té lloc quan l'extrem polar és la fosfoetanolamina.

La conclusió que extraiem amb això és que el PAF no pot modificar-se sense perdre la seva activitat biològica i canvis en la seva estructura, encara que siguin lleus, poden afectar la seva capacitat de senyalització.

## Biosíntesi
El PAF és produït per basòfils estimulats, monòcits, neutròfils polimofonuclears, plaquetes i cèl·lules endotelials, principalment a través de la remodelació de lípids. Diferents estímuls poden iniciar la síntesi del compost, com poden ser els macròfags que passen per fagocitosi o bé cèl·lules endotelials en la captació de la trombina. És per això que en general se'l coneix com a mediador secundari.
Per estudiar com es produïa el factor activador de plaquetes, el grup d'investigació Snyder va experimentar amb òrgans de rata, i es va arribar a la conclusió que el PAF pot ser sintetitzat a partir de dues vies metabòliques, una anomenada via de remodelació i una altra anomenada via novo.

### Via de remodelació

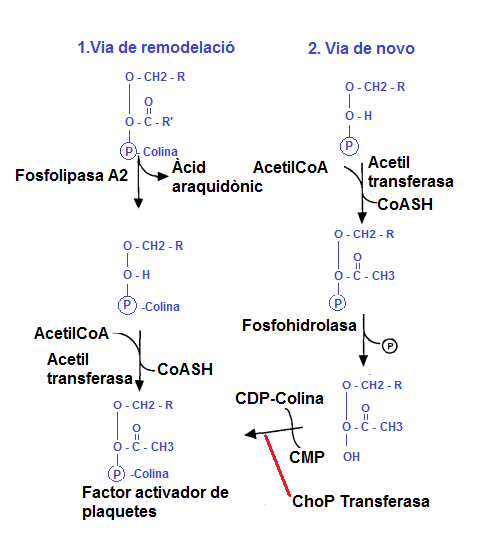
Esquema de vies de síntesi del PAF

S'activa per agents inflamatoris i es pensa que és la principal font de PAF en condicions patològiques. És la via més comú per produir PAF. El precursor d'aquesta via és un fosfolípid, la fosfatidilcolina (el PAF és un èter anàleg d'aquesta).
L'àcid gras és hidrolitzat i eliminat de la posició sn-2 de l'esquelet de 3 carbonis del fosfolípid per l'enzim fosfolipasa A2 (PLA2) per produir l'intermediari liso-PAF. Un grup acetil s'afegeix després en el compost 1-alquil-2-liso-sn-glicer-3-fosfocolina (liso-PAF), a partir de l'acetilcoenzim A, gràcies a l'acció d'una acetil transferasa, tot donant lloc al PAF. Aquesta via és estimulada per agents pro-inflamatoris, s'acobla a la formació d'eicosanoides, i ambdós enzims implicats augmenten la seva activitat durant l'estimulació cel·lular però quan les cèl·lules es troben en repòs es troben en forma de baixa activitat.

### Via de novo
És una via anàloga a la de la síntesi de fosfatidilcolina. S'utilitza per mantenir els nivells de PAF durant la funció cel·lular normal. Es tracta d'una transferència de fosfocolina al compost 1-O-alquil-2-acetil-glicerol (AAG) per l'acció de l'enzim colinafosfotransferasa. Els àcids grassos s'uneixen a la posició sn-1 amb 1-O-hexadecyl, per què l'activitat del PAF sigui màxima. La fosfocolina llavors s'afegeix al lloc sn-3 a la AAC tot donant lloc al PAF. Aquesta via metabòlica no s'activa en resposta a estímuls pro-inflamatoris, sinó que està implicada en la producció de PAF en petites quantitats de forma continuada.
La síntesi de novo servirà per mantenir els nivells fisiològics del PAF, mentre que la via de remodelació, la qual necessita un estímul, donarà lloc a la superproducció del PAF associat a condicions patològiques tals com reaccions al·lèrgiques i inflamatòries.

## Catabolisme i regulació
La concentració de PAF és controlada per la síntesi del compost i per les accions del PAF acetilhidrolasa (PAF-AH). PAF-AH és una família d'enzims que tenen la capacitat de catabolitzar i degradar PAF i convertir-lo en un compost inactiu. Els enzims d'aquesta família són la fosfolipasa associada a la lipoproteïna A2, el citoplasmàtic PAF acetilhidrolasa 2, i el PAF acetilhidrolasa 1b.
Els cations també tenen un paper important i intervenen en la regulació de producció de PAF. Per exemple, el calci té un paper significatiu en la inhibició dels enzims que produeixen PAF en la seva biosíntesi, concretament en la via de novo. Ions metàl·lics, compostos de tiol, àcids grassos, el pH, la compartimentació, la fosforilació i la desfosforilació s'associen amb la producció de PAF, i tot i que la regulació del compost encara no es coneix al detall, es creu que treballen conjuntament per controlar la seva producció.

## Funcions del PAF
La primera funció coneguda del PAF va ser l'agregació de plaquetes a concentracions molt baixes (10-11M). Actualment, es coneix que la seva funció principal és intervenir en les interaccions entre cèl·lules. El PAF és un mediador biològic que activa fosfolípids. Actua unint-se a una única proteïna G, la qual a la vegada està unida a set receptors transmembrana PAF-R i activa diverses vies de senyalització intracel·lulars unint-se a les proteïnes Gq/11 and Gi/o, de la família de les proteïnes G. El PAF-R és activat pel PAF i el seu anàleg estable mc-PAF. Un altre lligand endogen és la fosfatidilcolina oxidada. El PAF també pot ser activat mitjançant un lipopolisacàrid bacterià.
En els últims anys s'han s'estan investigant noves funcions del FAP com ara la reproducció i la funció cerebral.

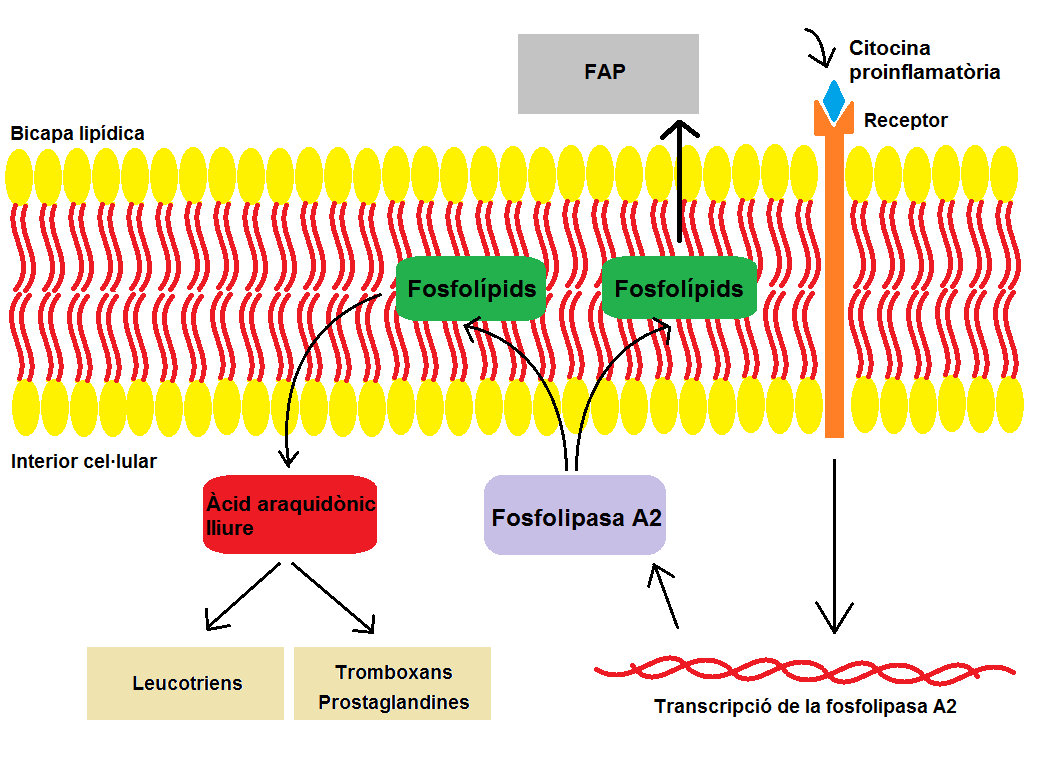
Síntesi de PAF a partir de fosfatidilcolina en els porcessos inflamatori i coagulant.

### Activació plaquetària i inflamació
Quan es produeix una lesió en l'endoteli, les citocines proinflamatòries són reconegudes pels receptors de les membranes de la majoria de cèl·lules inflamatòries. Aquestes cèl·lules (neutròfils, macròfags, eosinòfils, mastòcits, basòfils) són les que produeixen i alliberen el PAF. Quan es produeix aquest reconeixement, s'estimula la síntesi de l'enzim fosfolipasa A2. Aquest enzim té un paper clau en els processos inflamatori i coagulant. Per una banda, catalitza la reacció de formació del PAF a partir de la fosfatidilcolina (lípid de membrana). D'altra banda, la fosfolipasa A2 també s'encarrega de transformar la fosfatidilcolina i la fosfatidil etanolamina en àcid araquidònic. L'àcid araquidònic és el precursor del leucotriè (participa en la inflamació crònica) per la via lipoxigenasa, i tromboxan (agregant paquetar i vasoconstrictor) i prostaglandines (vasodilatadors que permetren el pas de leucòcits i agregants plaquetari) via ciclooxigenasa. Simultàniament, el PAF (entre altres molècules) activa les plaquetes inactives i aquestes expressen a la seva superfície o secreten factors de creixement, citocines i quimiocines, molècules d'adhesió, factors coagulats i certs inhibidors fibrinolítics.

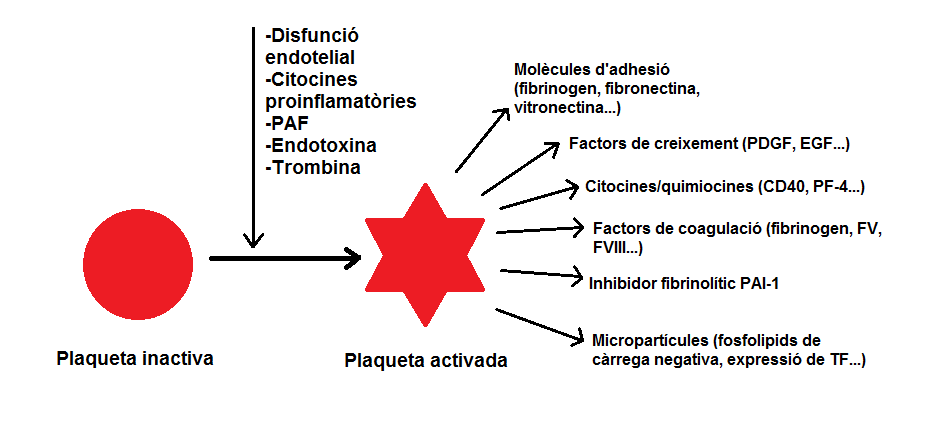
Activació de les plaquetes mitjançant PAF.

Actualment hi ha un interès especial en la seva participació en condicions patològiques descontrolades. Per exemple, és sabut que té propietats proinflamatòries (pot activar les cèl·lules inflamatòries humanes a concentracions molt baixes), i en excés ha estat implicat en la patogènesi de malalties que van des de reaccions al·lèrgiques fins a accidents cerebrovasculars, sèpsia, infart de miocardi, la colitis i l'esclerosi múltiple. Un altre exemple és l'asma degut a l'administració de PAF: el factor activador de plaquetes és capaç d'actuar directament com un factor quimiotàctic i indirectament mitjançant l'estimulació de l'alliberament d'altres agents inflamatoris.

### Obesitat
Recentment, s'ha demostrat que el PAF pot ser un factor anti-obesitat, funcionant a través de l'estimulació del seu receptor en el teixit adipós marró. Una reducció en aquesta activitat pot ser responsable de l'augment de l'adipositat amb l'edat.

### Apoptosi
La naturalesa del grup alquil en la posició sn-1 podria ser important per a aquests processos de mort cel·lular programada. Per exemple, s'ha establert en alguns estudis que el PAF-C16 i C18-PAF causen la mort a les neurones granulars del cerebel. A més, la senyalització del receptor PAF pot ser pro o antiapoptòtica, depenent de la naturalesa del grup en posició sn-1. Un anàleg sintètic de PAF, 1-O-octadecil-2-O-methylglycero-3-fosfocolina ('edelfosina') és un potent agent anticancerós en models animals, però sembla massa tòxics per al seu ús amb éssers humans.

### Càncer
Nombrosos estudis han demostrat que els tumors i les cèl·lules canceroses sintetitzen i secreten PAF. Altres estudis afirmen que el receptor de PAF és abundant a les cèl·lules canceroses i que els antagonistes del FAP-R inhibeixen el creixement de les cèl·lules canceroses.
S'ha vist que la sobreexpressió de PAF-AH (degrada el PAF) en les cèl·lules de sarcoma implantats o cèl·lules endotelials derivades de tumors redueix els nivells de PAF, la tubulogenesis endotelial in vitro, i la formació de vesicles vivo. D'altra banda, però, altres estudis han revelat que hi ha cèl·lules de càncer que no produeixen PAF i que hi ha càncers caracteritzats per la manca de PAF-R. Per tant, podem concloure que el PAF pot tenir un paper decisiu en alguns tipus de càncer, sobretot en els càncers amb un fort component inflamatori, com el fotocarcinoma.

## Papers en farmacologia

### Inhibidors i antagonistes
Encara no existeix cap droga específica capaç d'inhibir la biosíntesi del PAF, per tant, el que resulta més efectiu per a aturar-ne l'activitat són els inhibidors que impedeixen la unió del PAF al seu receptor corresponent, també anomenats antagonistes del PAF. La inhibició del PAF de manera natural, és a dir, en el cos humà, es fa gràcies a l'acció de l'enzim acetilhidrolasa. Tot i així, existeixen altres tipus d'antagonistes del PAF.
- Terpens aïllats del Ginkgo Biloba, en concret ginkgoloides i heteròsids, els quals tenen una funció antiagregant, és a dir, redueixen la tendència de les plaquetes a aflutinar-se. Els més utilitzats són els ginkòlids B (BN 52020), C (BN 52022), M (BN 52023) i J (BN 2024)
- Lignans: derivats de la dimerització oxidativa de l'hidroxialcoxifenilpropà, que poden trobar-se en plantes superiors i alguns tipus de fluids. La kadsurenona, per exemple, inhibeix el PAF en l'agregació de neutròfils, i les kadsurenines C i H també inhibeixen l'acció del PAF.[13]

També hi ha, però, antagonistes d'origen sintètic:
- CV-3988[14](més tard modificat i anomenat CV-6209): s'uneix al receptor del PAF i en bloqueja els senyals d'expressió i la unió amb el PAF.

- WEB-2086: s'uneix al receptor del PAF mitjançant ponts d'hidrogen, bloquejant així la unió PAF-receptor del PAF.
- SM-12505: inhibeix la formació de plaquetes i dels mediadors de la inflamació.[15]
- Rupatadina: antihistamínic que inhibeix molt activament la unió del receptor del PAF amb el PAF, és usada en processos al·lèrgics.
- Certes benzodiacepines tenen poder antiinflamatori.

### Patologies associades amb les descompensacions del PAF
S'ha comprovat que determinades mutacions en l'enzim acetilhidrolasa poden ser un factor de risc o fins i tot causa de certes malalties.
- Accident cerebrovascular: una mutació en l'acetilhidrolasa és un factor de risc pel que fa als accidents cerebrovasculars. També pot causar hemorràgies cerebrals.[16][17]

- Asma: una deficiència de PAF-acetilhidrolasa en el sèrum pot causar una bronquioconstricció excessiva i donar símptomes d'asma. Aquesta deficiència és un factor agreujador de l'asma, així com esdevé un factor de risc.[18][19]

- Diversos tipus d'esclerosi: la deficiència de la PAF-acetilhidrolasa ha sigut associada amb arterioesclerosi, ja que això afavoreix l'acumulació glomerular.[20]

- Reaccions al·lèrgiques: el PAF és, com ja s'ha dit, un mediador de la resposta inflamatòria. És molt més potent que la histamina, per tant, pot acabar provocant fenòmens aguts d'hipersensibilitat, i fins i tot, anafilaxi.[21]
- Sepsis (xoc sèptic): alts nivells de PAF provoquen danys capil·lars, que poden acabar en microtrombosi.[22]
- Infart de miocardi: l'agregació plaquetària contribueix a alliberació i acumulació, entre d'altres, de PAF. Si augmenta l'agregació plaquetària i la vasoconstricció, disminueix la correntcoronària, podent desembocar en un infart.
- Colitis: en la colitis amb úlcera que no respon al tractament amb esteroides es detecta un alt nivell de PAF-acetilhidrolases mutades.[23]

### Medicaments anti-PAF
Els fàrmacs que s'usen per disminuir o aturar l'activitat del PAF són, usualment, els seus antagonistes. Usualment s'usen com a antiagregants, en processos de rehabilitació cardíaca o rehabilitació cerebral, i també s'usen molt com a immunomoduladors, en casos d'al·lèrgies greus. També s'usen en casos severs d'asma.